# 77. Golden Globe-gála
A 77. Golden Globe-gálára 2020. január 5-én, vasárnap került sor.  A 2019-ben filmszínházakba, vagy képernyőkre került amerikai filmeket, illetve televíziós sorozatokat díjazó rendezvényt a kaliforniai Beverly Hillsben, a Beverly Hilton Hotelben tartották meg, a Hollywoodi Külföldi Tudósítók Szövetsége és a Dick Clark Productions szervezésében. A díjátadó házigazdájának Ricky Gervais angol színészt, rendezőt, producert és zenészt kérték fel.
A jelöltek listáját 2019. december 9-én hozta nyilvánosságra Tim Allen, Dakota Fanning és Susan Kelechi Watson. A legtöbbet, szám szerint hatot, a Házassági történet című film kapta.
Tom Hanks és Ellen DeGeneres életműdíjban részesült, előbbi a Cecil B. DeMille-életműdíjat, utóbbi pedig a Carol Burnett-életműdíjat vehette át.
A legtöbb elismerést a Volt egyszer egy Hollywood című alkotás nyerte, három kategóriában lett első Quentin Tarantino filmje, többek közt a Legjobb filmmusicalnek vagy vígjáték kategóriában. Két-két díjat nyert az 1917, a Joker és a Rocketman. A televíziós alkotások között a Csernobil, az Utódlás és a Fleabag két-két díjjal végzett a lista élén.

## Jelölések és díjak

### Filmek
| Legjobb filmes díjak | Legjobb filmes díjak |
| Legjobb filmdráma | Legjobb vígjáték vagy zenés film |
| --- | --- |
| - 1917 - Az ír - Joker - Házassági történet - A két pápa | - Volt egyszer egy Hollywood - A nevem Dolemite - Jojo Nyuszi - Tőrbe ejtve - Rocketman |
| Legjobb filmes alakítások (filmdráma) | |
| Színész | Színésznő |
| - Joaquin Phoenix – Joker mint Arthur Fleck / Joker - Christian Bale – Az aszfalt királyai mint Ken Miles - Antonio Banderas – Fájdalom és dicsőség mint Salvador Mallo - Adam Driver – Házassági történet mint Charlie Barber - Jonathan Pryce – A két pápa mint Jorge Mario Bergoglio bíboros | - Renée Zellweger – Judy mint Judy Garland - Cynthia Erivo – Harriet mint Harriet Tubman - Scarlett Johansson – Házassági történet mint Nicole Barber - Saoirse Ronan – Kisasszonyok mint Josephine "Jo" March - Charlize Theron – Botrány mint Megyn Kelly                           |
| Legjobb filmes alakítások (vígjáték vagy zenés film) | |
| Színész | Színésznő |
| - Taron Egerton – Rocketman mint Elton John - Daniel Craig – Tőrbe ejtve mint Benoit Blanc - Roman Griffin Davis – Jojo Nyuszi mint Jojo Betzler - Leonardo DiCaprio – Volt egyszer egy Hollywood mint Rick Dalton - Eddie Murphy – A nevem Dolemite mint Rudy Ray Moore                        | - Awkwafina – The Farewell mint Billi Wang - Ana de Armas – Tőrbe ejtve mint Marta Cabrera - Cate Blanchett – Hová tűntél, Bernadette mint Bernadette Fox - Beanie Feldstein – Éretlenségi mint Molly Davidson - Emma Thompson – Talk Show mint Katherine Newbury                     |
| Legjobb mellékszereplők (filmdráma, vígjáték vagy zenés film) | |
| Színész | Színésznő |
| - Brad Pitt – Volt egyszer egy Hollywood mint Cliff Booth - Tom Hanks – Egy kivételes barát mint Fred Rogers - Anthony Hopkins – A két pápa mint XVI. Benedek pápa - Al Pacino – Az ír mint Jimmy Hoffa - Joe Pesci – Az ír mint Russell Bufalino                                               | - Laura Dern – Házassági történet mint Nora Fanshaw - Kathy Bates – Richard Jewell balladája mint Barbara "Bobi" Jewell - Annette Bening – The Report mint Dianne Feinstein - Jennifer Lopez – A Wall Street pillangói mint Ramona Vega - Margot Robbie – Botrány mint Kayla Pospisil |
| Egyéb | |
| Legjobb rendező | Legjobb forgatókönyv |
| - Sam Mendes – 1917 - Pong Dzsunho – Élősködők - Todd Phillips – Joker - Martin Scorsese – Az ír - Quentin Tarantino – Volt egyszer egy Hollywood | - Quentin Tarantino – Volt egyszer egy Hollywood' - Noah Baumbach – Házassági történet - Pong Dzsunho és Han Dzsinvon – Élősködők - Anthony McCarten – A két pápa - Steven Zaillian – Az ír                                                                                           |
| Legjobb eredeti filmzene | Legjobb eredeti filmbetétdal |
| - Hildur Guðnadóttir – Joker - Alexandre Desplat – Kisasszonyok - Randy Newman – Házassági történet - Thomas Newman – 1917 - Daniel Pemberton – Árva Brooklyn | - (I'm Gonna) Love Me Again – Rocketman - Beautiful Ghosts – Macskák - Into the Unknown – Jégvarázs 2. - Spirit – Az oroszlánkirály - Stand Up – Harriet |
| Legjobb animációs film | Legjobb idegen nyelvű film |
| - A hiányzó láncszem - Jégvarázs 2. - Így neveld a sárkányodat 3. - Az oroszlánkirály - Toy Story 4. | - Élősködők (Dél-Korea, koreai) - The Farewell (Amerikai Egyesült Államok, mandarin) - Les Misérables (Franciaország, francia) - Fájdalom és dicsőség (Spanyolország, spanyol) - Portré a lángoló fiatal lányról (Franciaország, (franciául) francia)                                 |

### Televíziós alkotások
| Legjobb televíziós sorozatok | Legjobb televíziós sorozatok |
| Filmdráma | Vígjáték vagy zenés film |
| --- | --- |
| - Utódlás - Hatalmas kis hazugságok - A Korona - Megszállottak viadala - The Morning Show | - Fleabag - Barry - A Kominsky-módszer - The Marvelous Mrs. Maisel - A politikus |
| Minisorozat vagy tévéfilm | |
| - Csernobil - A 22-es csapdája - Fosse/Verdon - A legharsányabb hang - Hihetetlen | |
| Legjobb alakítás televíziós sorozatban (filmdráma) | |
| Színész | Színésznő |
| - Brian Cox – Utódlás mint Logan Roy - Kit Harington – Trónok harca mint Havas Jon - Rami Malek – Mr. Robot mint Elliot Alderson - Tobias Menzies – A Korona mint Fülöp edinburgh-i herceg - Billy Porter – Póz mint Pray Tell                                                        | - Olivia Colman – A Korona mint II. Erzsébet brit királynő - Jennifer Aniston – The Morning Show mint Alex Levy - Jodie Comer – Megszállottak viadala mint Oksana Astankova / Villanelle - Nicole Kidman – Hatalmas kis hazugságok mint Celeste Wright - Reese Witherspoon – The Morning Show mint Bradley Jackson |
| Legjobb alakítás televíziós sorozatban (vígjáték vagy zenés film) | |
| Színész | Színésznő |
| - Ramy Youssef – Ramy mint Ramy Hassan - Michael Douglas – A Kominsky-módszer mint Sandy Kominsky - Bill Hader – Barry mint Barry Berkman / Barry Block - Ben Platt – A politikus mint Payton Hobart - Paul Rudd – Az élet önmagammal mint Miles Elliot / Miles Elliot's klónja       | - Phoebe Waller-Bridge – Fleabag mint Fleabag - Christina Applegate – Halott vagy mint Jen Harding - Rachel Brosnahan – The Marvelous Mrs. Maisel mint Miriam "Midge" Maisel - Kirsten Dunst – On Becoming a God in Central Florida mint Krystal Stubbs - Natasha Lyonne – Végtelen matrjoska mint Nadia Vulvokov  |
| Legjobb alakítás minisorozatban vagy tévéfilmben | |
| Színész | Színésznő |
| - Russell Crowe – A legharsányabb hang mint Roger Ailes - Christopher Abbott – A 22-es csapdája mint Yossarian - Sacha Baron Cohen – Az izraeli kém mint Eli Cohen / Kamel Amin Thaabet - Jared Harris – Csernobil mint Valerij Legaszov - Sam Rockwell – Fosse/Verdon mint Bob Fosse | - Michelle Williams – Fosse/Verdon mint Gwen Verdon - Kaitlyn Dever – Hihetetlen mint Marie Adler - Joey King – A tett mint Gypsy Rose Blanchard - Helen Mirren – Nagy Katalin mint II. Katalin orosz cárnő - Merritt Wever – Hihetetlen mint Det. Karen Duvall                                                    |
| Legjobb mellékszereplő televíziós sorozatban, minisorozatban vagy tévéfilmben | |
| Mellékszereplő színész | Mellékszereplő színésznő |
| - Stellan Skarsgård – Csernobil mint Borisz Scserbina - Alan Arkin – A Kominsky-módszer mint Norman Newlander - Kieran Culkin – Utódlás mint Roman Roy - Andrew Scott – Fleabag mint The Priest - Henry Winkler – Barry mint Gene Cousineau                                           | - Patricia Arquette – A tett mint Dee Dee Blanchard - Helena Bonham Carter – A Korona mint Margit hercegnő - Toni Collette – Hihetetlen mint Grace Rasmussen nyomozó - Meryl Streep – Hatalmas kis hazugságok mint Mary Louise Wright - Emily Watson – Csernobil mint Ulana Khomyuk                                |

## Különdíjak

### Cecil B. DeMille-életműdíj
- Tom Hanks[5]

### Carol Burnett-életműdíj
- Ellen DeGeneres[6]

### Golden Globe-nagykövet
Dylan Brosnan és Paris Brosnan, Pierce Brosnan és Keely Shaye Smith fiai

## Többszörös jelölések és elismerések
| Jelölés | Díj | Cím                        |
| ------- | --- | -------------------------- |
| 6       | 1   | Házassági történet         |
| 5       | 0   | Az ír                      |
| 5       | 3   | Volt egyszer egy Hollywood |
| 4       | 0   | A két pápa                 |
| 4       | 2   | Joker                      |
| 3       | 2   | 1917                       |
| 3       | 1   | Élősködők                  |
| 3       | 2   | Rocketman                  |
| 3       | 0   | Tőrbe ejtve                |
| 2       | 0   | A nevem Dolemite           |
| 2       | 0   | Az oroszlánkirály          |
| 2       | 0   | Botrány                    |
| 2       | 0   | Fájdalom és dicsőség       |
| 2       | 0   | Harriet                    |
| 2       | 0   | Jégvarázs 2.               |
| 2       | 0   | Jojo Nyuszi                |
| 2       | 0   | Kisasszonyok               |
| 2       | 1   | The Farewell               |

| Jelölés | Díj | Cím                       |
| ------- | --- | ------------------------- |
| 4       | 1   | A Korona                  |
| 4       | 2   | Csernobil                 |
| 4       | 0   | Hihetetlen                |
| 3       | 0   | A Kominsky-módszer        |
| 3       | 0   | Barry                     |
| 3       | 2   | Fleabag                   |
| 3       | 1   | Fosse/Verdon              |
| 3       | 0   | Hatalmas kis hazugságok   |
| 3       | 0   | The Morning Show          |
| 3       | 2   | Utódlás                   |
| 2       | 0   | A 22-es csapdája          |
| 2       | 1   | A legharsányabb hang      |
| 2       | 0   | A politikus               |
| 2       | 1   | A tett                    |
| 2       | 0   | Megszállottak viadala     |
| 2       | 0   | The Marvelous Mrs. Maisel |

## Díjátadó személyek
Az ünnepség hivatalos díjátadóiként a következő személyeket jelentették be:
- Tim Allen
- Pierce Brosnan
- Glenn Close
- Daniel Craig
- Ted Danson
- Ana de Armas
- Leonardo DiCaprio
- Ansel Elgort
- Chris Evans
- Dakota Fanning
- Will Ferrell
- Tiffany Haddish
- Salma Hayek
- Scarlett Johansson
- Nick Jonas
- Harvey Keitel
- Rami Malek
- Kate McKinnon
- Brad Pitt
- Amy Poehler
- Margot Robbie
- Octavia Spencer
- Charlize Theron
- Sofía Vergara
- Kerry Washington